# Comité de Défense de la Race Noire
Das Comité de défense de la race noire, ursprünglich Comité de défense de la race nègre, hervorgegangen aus der Ligue universelle de défense de la race noire, war eine frühe Bürgerrechtsorganisation schwarzer Menschen in Frankreich. Ihr Hauptquartier war in Paris. In ihrer ursprünglichen Form 1926 gegründet, ging das Comité 1927 aus einer politischen Spaltung des Vorgängers unter diesem Namen hervor. Ihre Positionen waren deutlich moderater als die konkurrierender Organisationen und unterstützten den französischen Kolonialismus.

## Vorgeschichte – Das Comité de Défense de la Race Nègre
Im März 1926 wurde von Lamine Senghor und Joseph Gothon-Lunion das Comité de Défense de la Race Nègre (CDRN) gegründet. Viele Mitglieder waren bereits zuvor Mitglied der ersten Sammelorganisation schwarzer Menschen in Frankreich gewesen, der Ligue universelle de défense de la race noire. Sie gab die Zeitschrift La Voix des Negres heraus. Insbesondere durch den Einsatz Senghors, der durch französische Hafenstädte reiste und öffentliche Reden hielt, gründeten sich selbst in Westafrika Comités de Défense. 1926 hatte sie rund 1000 Mitglieder, in Marseille 250, in Bordeaux 150, in Le Havre 300 und in Paris 200.
Rasch entwickelten sich im Comité jedoch interne Streitigkeiten. Dabei ging es zum einen um die Frage, ob der Begriff nègre oder der Begriff noir als Selbstbezeichner dienen solle, und zum anderen um die Radikalität der Gruppe. Der moderate Teil des Komitees zeigte sich besorgt mit der stärker an der Arbeiterklasse und daraus folgenden kommunistischen Ausrichtung der linken Fraktion und ihrer Bereitschaft, die französische Regierung offen zu kritisieren, was als antifranzösisch ausgelegt werden könne. Dies führte dann am 27. Februar 1927 bei der Generalversammlung zur Spaltung des CDRN. Die radikale Gruppe um Senghor gründete in der Folge die Ligue de défense de la race nègre.

## Comité de défense de la race noire
Die moderate Fraktion unter afro-karibischer Führung übernahm das Comité und benannte es um in Comité de défense de la race noire. Neuer Generalsekretär war der Guadeloupeaner Maurice Satineau, Anführer der Assimilationisten, besondere Aktivität entfachte die Organisation jedoch nicht.
Der bedeutendste Schritt war 1928 die Gründung der Zeitschrift La Dépêche Africaine als Verbandsorgan durch Satineau, für die unter anderem René Maran und die Schwestern Paulette und Jeanne Nardal schrieben, Pioniere der Négritude. Die anfangs zweiwöchentlich, später monatlich erscheinende Zeitschrift hatte eine Auflage um die 10.000 Exemplare und fand global Beachtung, sie zirkulierte mit Genehmigung der Behörden in den Kolonien, zeitweise enthielt sie auch eine englischsprachige Seite. Die Dépêche hatte auch Verbindungen zu Marcus Garvey, der während eines Aufenthalts in Paris nach seiner Ausweisung aus den USA sein Büro in der Redaktion der Dépêche Africaine aufschlug. Die Zeitschrift erschien bis 1956, aus ihr ging 1931 die u. a. von den Nardal-Schwestern gegründete La Revue du monde noir hervor. Das Comité selbst ging in der Zeitschrift auf und entfaltete keine weiteren Aktivitäten mehr.
Das Comité wird ebenso wie das Magazin (mit dem zeitweisen Untertitel „Die Kolonien zu verteidigen heißt Frankreich zu stärken.“) aufgrund seiner Positionen als kolonialreformistisch und assimilatorisch beschrieben.